# Padre Marcos
Padre Marcos är en kommun i Brasilien.   Den ligger i delstaten Piauí, i den östra delen av landet, 1 200 km nordost om huvudstaden Brasília. Antalet invånare är 6 651.
Omgivningarna runt Padre Marcos är huvudsakligen savann. Runt Padre Marcos är det ganska glesbefolkat, med 22 invånare per kvadratkilometer.